# Levousy
Levousy jsou vesnice, část obce Křesín v okrese Litoměřice v Ústeckém kraji. Nachází se asi dva kilometry  jižně od Křesína. Levousy jsou také katastrální území o rozloze 3,96 km².

## Historie
První písemná zmínka o Levousech pochází z roku 1273, kdy vesnice patřila strahovskému klášteru, který ji spravoval z Radonic. Později vesnici získali Zajícové z Hazmburka, a když v roce 1553 zemřel Jan Zajíc z Hazmburka, zdědil Levousy jeho syn Jiří Zajíc z Hazmburka na Mšeně. Roku 1564 je prodal Janu III. Popelovi z Lobkovic, a od té doby až do zrušení patrimoniální správy vesnice zůstala součástí libochovického panství.

## Obyvatelstvo
|                                                                 | 1869 | 1880 | 1890 | 1900 | 1910 | 1921 | 1930 | 1950 | 1961 | 1970 | 1980 | 1991 | 2001 | 2011 | 2021 |
| --------------------------------------------------------------- | ---- | ---- | ---- | ---- | ---- | ---- | ---- | ---- | ---- | ---- | ---- | ---- | ---- | ---- | ---- |
| Obyvatelé                                                       | 210  | 211  | 200  | 219  | 214  | 202  | 195  | 150  | 136  | 122  | 87   | 63   | 68   | 96   | 96   |
| Domy                                                            | 38   | 40   | 43   | 43   | 46   | 46   | 46   | 47   | —    | 41   | 34   | 41   | 46   | 49   | 52   |
| Počet domů z roku 1961 je zahrnut v domech místní části Křesín. |      |      |      |      |      |      |      |      |      |      |      |      |      |      |      |

## Obecní správa
Při sčítání lidu v letech 1850–1960 byly Levousy samostatnou obcí, nejprve v okrese Roudnice nad Labem (v letech 1850–1910 Roudnice), v roce 1950 v okrese Lovosice a od roku 1960 v okrese Litoměřice. Od 1. července 1960 jsou částí obce Křesín v okrese Litoměřice.

## Pamětihodnosti
Na jižním okraji vesnice se nachází pozůstatky raně středověkého hradiště Levousy. Ve stráni nad Ohří ve východní části hradiště stával ve čtrnáctém a patnáctém století hrad Šebín, ze kterého se dochovaly pouze terénní relikty opevnění a malý fragment zdiva.
Jižně od vesnice se v lese Borová (též Tobolka, částečně v katastrálním území Horka u Libochovic) nachází mohylové pohřebiště z období knovízské kultury. Tvoří ho 42 předpokládaných mohyl a jejich pozůstatků. Většina mohyl je postavena z opuky. Jejich podorys má průměr od jednoho do jedenácti metrů a výška se pohybuje od 0,1 do 1,4 metru. Část mohyl byla poškozena vybíráním kamene chataři. V jediné prozkoumané mohyle byly nalezeny pozůstatky spálených kostí a zlomky keramických nádob s bronzovým terčíkem. Při archeologickém výzkumu z roku 1974 byly prozkoumány další mohyly, z nichž jedna pochází z období šítarské kultury. Jiná mohyla se žárovým štítarským hrobem byla postavena na místě staršího pohřbu knovízské kultury. Kromě mohyl byly odkryty dva popelnicové hroby knovízké kultury a v jedné z mohyl byl zdokumentován skříňkový hrob s kostrovým pohřbem z doby bronzové až doby doby halštatské.